# Lancia Voyager

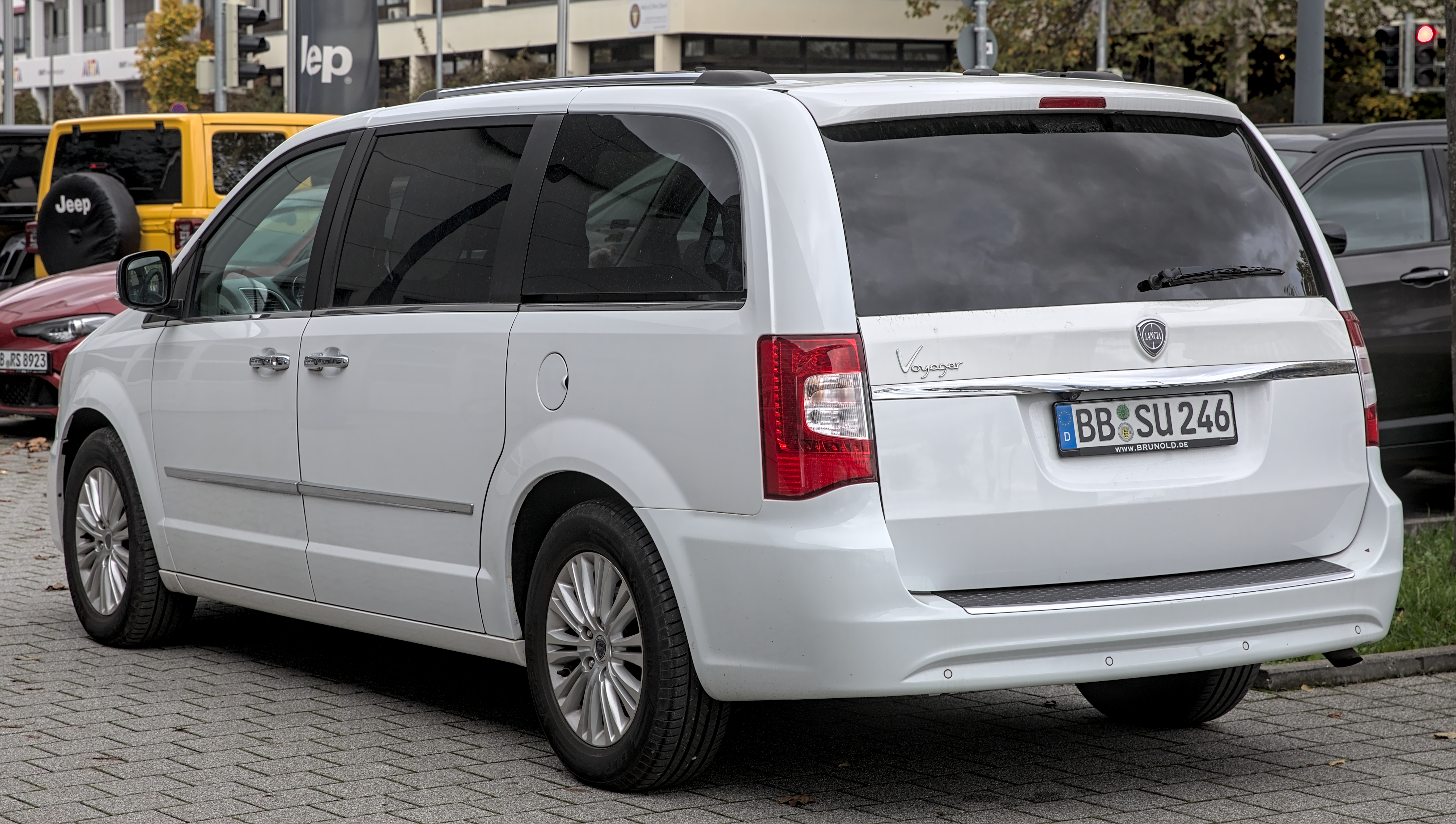
Vista posterior del Lancia Voyager

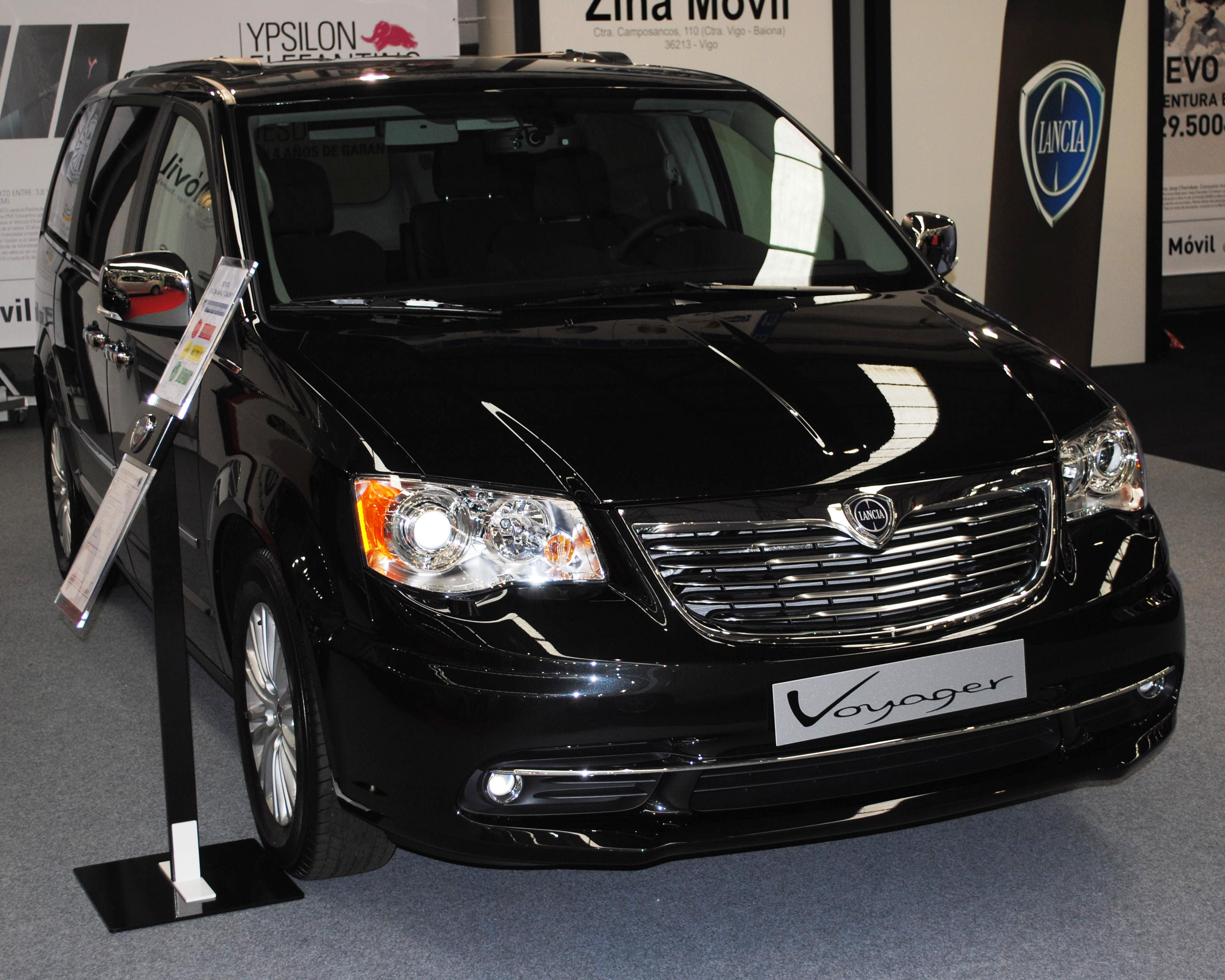
Modelo expuesto la edición del año 2014 del Salón del Automóvil de Vigo.

El Lancia Voyager es un monovolumen del segmento D del fabricante italiano Lancia, construido sobre la base del Chrysler  Town & Country. Fue presentado en el Salón del Automóvil de Ginebra y se comenzó a fabricar en el año 2011 finalizando su comercialización en 2014.

## Características

### Diseño
Presenta un diseño muy similar a su homólogo americano, el Chrysler  Town & Country, con una vista lateral diferenciada por unos marcados pasos de rueda mientras junto a una gran superficie acristalada para garantizar una buena visibilidad. El automóvil está equipado con barras longitudinales y transversales en el techo mientras que el portón del maletero se ha rediseñado con el fin de optimizar la accesibilidad al espacio interior. La parte posterior destaca por la presencia de un pequeño alerón trasero. 
El Lancia Voyager presenta un frontal caracterizado por una gran parrilla de aletas horizontales, y unos pilotos con luces LED en la parte superior y dos grandes faros con luces antiniebla integradas en el parachoques delantero. Las dimensiones generales son las típicas del segmento de los grandes monovolúmenes, con 5,14 metros de longitud 1,99 m de anchura y 1,72 m de altura y una batalla de aproximadamente 3,1 metros. 

### Interior y equipamiento
El interior presenta grandes dimensiones y es moldeable a voluntad de los pasajeros gracias al sistema Stow ‘n Go que permite cambiar el espacio interior sin necesidad de retirar los asientos, basándose en asientos reclinables que pueden abatirse de manera escamoteable en el piso para transformar los cinco asientos de la segunda y tercera fila en una amplia superficie de carga. Además, manteniendo los asientos en posición vertical, los compartimentos del piso pueden utilizarse como portaobjetos.
Las puertas y el portón deslizantes (con mando eléctrico) presentan sistemas de detección de posibles obstáculos que pudieran encontrarse durante el cierre y apertura de las mismas.

### Equipamiento
El Voyager de Lancia estará disponible en tres equipamientos, (Silver, Gold y Platinum) y dos motorizaciones (un motor gasolina de 3.6 litros y 283 CV Euro 5 y un motor diésel de 2.8 litros y 163-180 CV Euro 5). El Lancia Voyager contará con el sistema multimedia de entretenimiento Uconnect Tunes con Radio/CD/DVD/MP3/WMA, toma USB, toma AUX, disco duro de 30 GB, pantalla táctil, dispositivo UConnect con micrófono incorporado en el retrovisor interior con mando vocal y predisposición Bluetooth.
También estará disponible dentro del equipamiento el sistema ParkView con videocámara trasera para ver los posibles obstáculos durante las maniobras de aparcamiento. A petición, está disponible también el UConnect GPS que añade la navegación vía satélite de mapas desde el aire en 2D y 3D e indicaciones progresivas sobre el recorrido.
Incluye el sistema de sonido con nueve altavoces, subwoofer y amplificador de 506 W y el sistema de entretenimiento trasero con reproductor de DVD de doble pantalla LCD para los pasajeros de la segunda y tercera fila. Este último dispositivo permite reproducir distintos formatos multimedia al mismo tiempo - a elección de entre varias fuentes (radio, disco duro, toma AUX, toma USB, dos tomas RGB y dos reproductores de DVD) – en las pantallas LCD de 9” con mando a distancia y auriculares wireless de dos canales. Además dispone también de luces LED orientables alojadas en el techo que permiten dirigir la luz sólo donde sea necesario.

### Motores
El nuevo Voyager propone dos motores Euro 5. Un Diésel 2.8 CRD con filtro antipartículas de serie proporciona una potencia de 163-180  CV y un par de 360 nm, manteniendo un consumo ajustado, de 8,4 l/100 km en ciclo mixto (lo que se traduce en una notable autonomía de viaje) mientras las emisiones de CO2 son equivalentes a 227 g/km.
El segundo propulsor de la gama es el gasolina de 3.605 cc, seis cilindros en V dispuestos a 60°, que proporciona una potencia de 283 CV y un consumo de 12,3 l/100 km en ciclo mixto. Este motor está combinado con un cambio automático de seis velocidades con convertidor de par: se trata de una transmisión que ofrece un menor espacio de acoplamiento, limitando las variaciones de régimen del motor entre las distintas marchas.

### Seguridad
El Voyager dispones de airbags delanteros Next Generation (los dos multi-stage), los airbags laterales de cortina en las tres filas de asientos y los airbags laterales para espalda y tórax para la primera fila.
Además, está disponible el sistema de asistencia al aparcamiento que puede disponer también de una videocámara que proyecta en la pantalla una visión precisa de lo que se encuentra detrás del vehículo durante la conducción marcha atrás.

### Voyager S
Edición especial de carácter deportiva caracterizada por la parrilla delantera en negro brillo, el logo MomoDesign en los pilares laterales, la tapicería mixta en piel y tejido negra, la presencia del logo S en los reposacabezas y las inserciones en negro brillante en el salpicadero, así como la pintura metalizada especial para la carrocería. Equipaba de serie sensores de aparcamiento, climatizador automático trizona, sistema de manos libres Blue&Me y regulación eléctrica de los pedales y los asientos delanteros. Sólo estaba disponible con el motor Diésel 2.8 CRD de 177 caballos con transmisión automática "Autostick" de 6 velocidades.

### Voyager Family Class
Edición pensada para el confort interior para familias numerosas. De serie equipaba siete asientos con compartimentos adicionales bajo los mismos, tapicería en cuero perforado, siete airbags, climatizador automático trizona y un paquete de navegación GPS con pantalla táctil, sensores de aparcamiento y control de crucero. Equipaba únicamente el motor Diésel 2.8 CRD de 177 caballos con cambio automático de seis velocidades.